# Crno sunce
Crno sunce (njem. Schwarze Sonne), također ponekad zvano Sunčev kolut  (njem. Sonnenrad ) je simbol okultnog značenja. Osnova simbola je "sunčev krug" koji je oslikan na podu "Obergruppenführer" dvorane u dvorcu Wewelsburg u Sjevernoj Rajni-Vestfaliji koji je prije i tijekom Drugog svjetskog rata bio jedno od najznačajnijih mjesta za Schutzstaffel Heinricha Himmlera. Danas ga često koriste i okultne grupe vezane za njemački neo-poganski pokret, te ne mora nužno imati rasističke i neonacističke konotacije.